# Baltská federální univerzita Immanuela Kanta
Baltská federální univerzita Immanuela Kanta (rusky Балтийский федеральный университет имени Иммануила Канта, Baltijskij feděral'nyj universitet imeni Immanuila Kanta) je vysoká škola v Kaliningradu v Kaliningradské oblasti, exklávě Ruska. Jedná se o největší vysokou školu v tomto regionu.
Vznikla v roce 1947 na základech Královecké univerzity Albertina (existující v letech 1544–1945), nejprve jako Kaliningradský státní pedagogický institut, v roce 1966 povýšený na univerzitu, která nesla jméno Kaliningradská státní univerzita. Roku 2005 byla přejmenována na Ruskou státní univerzitu Immanuela Kanta na počest jednoho z nejslavnějších rodáků tehdy ještě německého Královce. V roce 2010 se škola opět přejmenovala, a to na svůj současný název.
Současným rektorem univerzity je Andrej Pavlovič Klemešev.

## Galerie

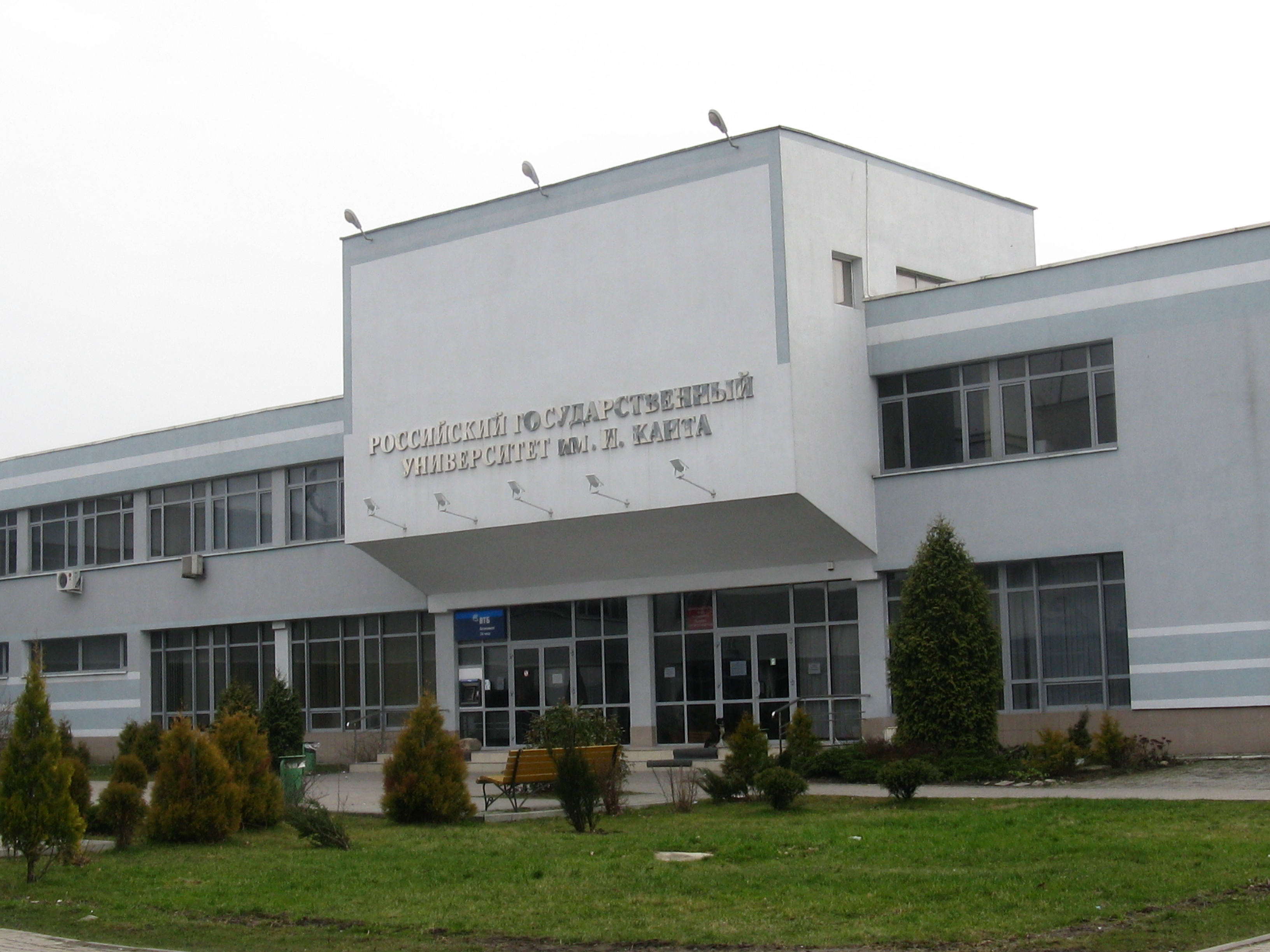
Administrativní budova univerzity
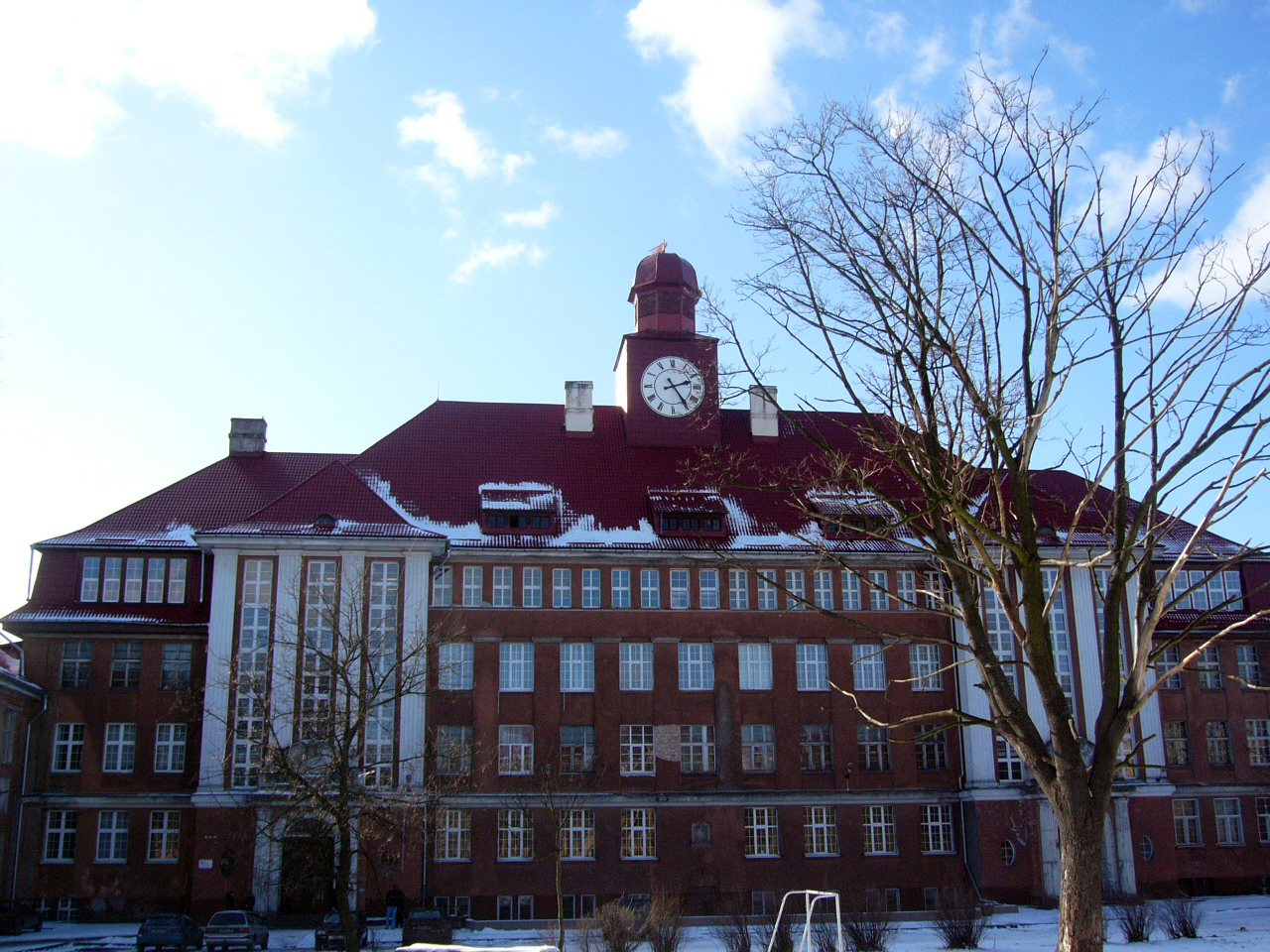
Budova fakult Historie a ekonomiky, Psychologie a sociální práce a Fyzické kultury a sportu
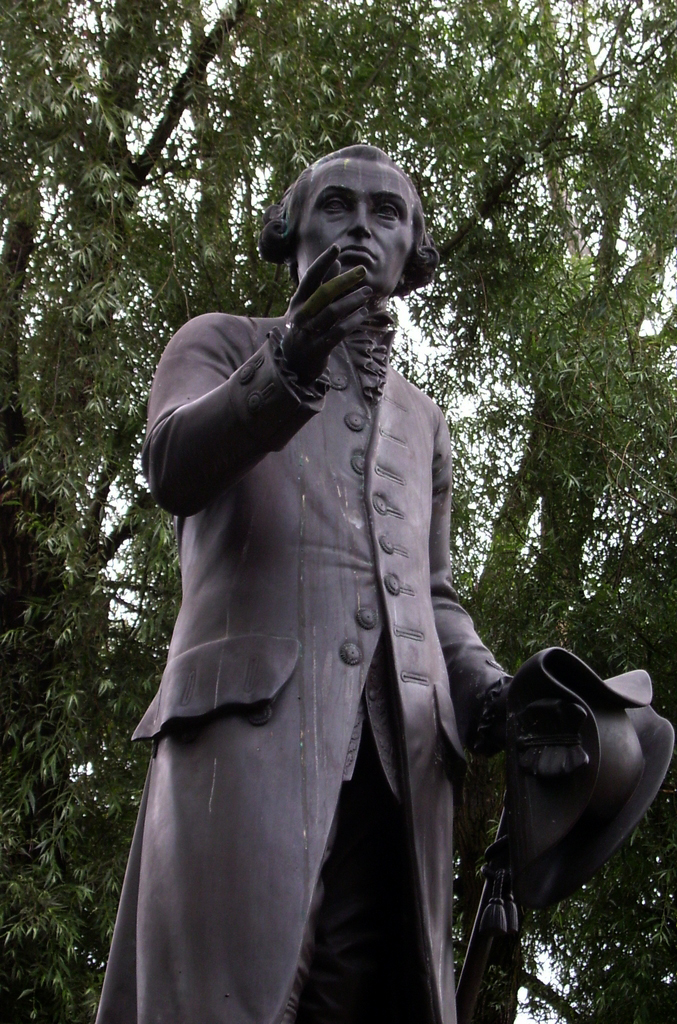
Replika pomníku Immanuela Kanta od Christiana Raucha (1864), stojící na bývalém Paradeplatzu před hlavní univerzitní budovou